# Bärenthal
Bärenthal è un comune tedesco di 495 abitanti,, situato nel land del Baden-Württemberg.